# Scutellum
Scutellum — рід грибів родини Microthyriaceae. Назва вперше опублікована 1881 року.

## Класифікація
Згідно з базою MycoBank до роду Scutellum відносять 5 офіційно визнаних видів:
- Scutellum bromeliacearum
- Scutellum guaraniticum
- Scutellum javanicum
- Scutellum microsporum
- Scutellum paradoxum